# Wangershausen
Wangershausen is een plaats in de Duitse gemeente Frankenberg/Eder, deelstaat Hessen, en telt 200 inwoners (2007).